# Бельский, Вячеслав Иванович
Вячеслав Иванович Бельский (укр. Вячеслав Іванович Бєльський; род. 4 мая 1954 года, с. Сасовка Компанеевского района Кировоградской области) — украинский государственный деятель, депутат Верховной рады Украины II созыва (1994—1998).

## Биография
Родился 4 мая 1954 года в селе Сасовка Компанеевского района Кировоградской области в крестьянской семье.
С 1972 по 1974 год служил в армии, после возвращения из армии работал водителем в колхозе. В 1978 году окончил Кировоградский сельскохозяйственный техникум.
С 1978 года был начальником участка колхоза имени Чкалова Васильевского района Запорожской области, затем заведующим фермы колхоза имени Ватутина. С 1984 по 1987 год работал главным агрономом Васильевского районного объединения «Сельхозхимия», с 1987 по 1988 являлся инструктором сельскохозяйственного отдела Васильевского райкома КП УССР, с 1988 года был секретарём парткома, с 1989 по 1991 год — главным агрономом колхоза имени Ватутина. С марта 1991 года возглавлял колхоз «Украина» Васильевского района.
На парламентских выборах 1994 года был избран народным депутатом Верховной рады Украины II созыва от Васильевского избирательного округа № 189 Запорожской области. В парламенте был членом Комитета по вопросам АПК, земельных ресурсов и социального развития села, входил во фракцию КПУ.
С октября 1998 года был начальником Главного управления контроля за производством спирта, алкогольных напитков и табачных изделий Государственного комитета Украины по монополии на производство и оборот спирта, алкогольных напитков и табачных изделий, начальником Главного управлени государственной политики и внешнеэкономических связей Государственного департамента регулирования производства и оборота алкоголя и табака. С июля 2001 года по ноябрь 2002 года был председателем Васильевской районной государственной администрации, в дальнейшем с 2002 года являлся генеральным директором ПО «Энергохим».
Женат, супруга — Надежда Александровна Кривцова (1957), три дочери — Елена (1978), Лиля (1979), Ирина (1985).